# Episodi di Lei, l'arma finale

Shuji e Chise, i protagonisti della serie

Lista degli episodi di Lei, l'arma finale, anime tratto dall'omonimo manga di Shin Takahashi, trasmesso in Giappone su Family Gekijō dal 2 luglio al 24 settembre 2002. In Italia i diritti di pubblicazione della serie sono stati acquisiti dalla Fool Frame che, dopo aver realizzato un DVD contenente soltanto il primo episodio, ha interrotto l'opera in seguito alla cessazione delle proprie attività; l'episodio era stato in precedenza trasmesso in versione sottotitolata da MTV il 6 settembre 2005 all'interno dell'Anime Week. Dal 17 giugno al 9 settembre 2024 gli episodi sono stati pubblicati con doppiaggio italiano su Prime Video.
La sigla di apertura, Koi suru kimochi (恋スル気持チ?), e di chiusura, Sayonara (サヨナラ?), sono interpretate da Yuria Yato.

## Lista episodi
| Nº | Titolo italiano Giapponese 「Kanji」 - Rōmaji - Traduzione letterale | In onda           | In onda          |
| Nº | Titolo italiano Giapponese 「Kanji」 - Rōmaji - Traduzione letterale | Giapponese        | Italiano         |
| 1  | Noi due, ci ameremo 「ぼくたちは、恋していく」 - Boku-tachi wa, koishite iku – "Noi, ci ameremo" | 2 luglio 2002     | 17 giugno 2024   |
| 1  | In una nevosa giornata invernale Shuji si reca al belvedere posto in una base militare; quel luogo vide la nascita della sua storia d'amore con Chise e Shuji ne approfitta per rivivere quei momenti. Chise è una ragazza minuta e goffa, ma questo non le ha impedito di dichiararsi all'atletico Shuji che, dopo alcuni tentennamenti, accetta di mettersi insieme a lei. Una domenica d'estate Shuji sta facendo shopping a Sapporo con i suoi amici quando la città subisce un bombardamento aereo; mentre i ragazzi tentano di mettersi in salvo Shuji vede che un potente mezzo aereo — raffigurato con un bagliore rosa — sta abbattendo gli invasori. Shuji, avvisato dagli amici che erano con lui, si accorge che Take giace sotto le macerie degli edifici bombardati. Nella disperazione per la perdita dell'amico Shuji si accorge che davanti a lui appare una inconsueta Chise: la ragazza ha delle ali metalliche sulla schiena, un'arma al posto del braccio destro e gli abiti strappati. Chise, una volta riprese le sue sembianze comuni, si avvicina a Shuji chiedendogli di perdonarla per quello che è diventata. |                   |                  |
| 2  | Io, mi sto sviluppando... 「私、成長してる・・」 - Watashi, seichō shiteru... – "Sto crescendo..." | 9 luglio 2002     | 24 giugno 2024   |
| 2  | Una settimana dopo l'attacco aereo Chise confida a Shuji il suo segreto: una serie di interventi medici l'hanno trasformata in una sorta di cyborg denominato "l'arma finale" a disposizione dell'esercito giapponese per combattere gli invasori. Shuji, sapendo che Chise non può confidare neanche ai suoi familiari la sua vera natura, decide di mantenere il segreto della ragazza. Chise si è accorta che la sua potenza distruttiva sta aumentando e che ignoti la stanno spiando; Shuji le propone di rinunciare all'attività militare e di fuggire con lui. Mentre i ragazzi scappano Chise si accorge che mezzi aerei la stanno seguendo; la sua natura di arma si risveglia e, mentre chiede a Shuji di non osservarla, dalla sua schiena spuntano delle ali metalliche dalle quali vengono lanciati dei razzi che abbattono i mezzi di ricerca. I ragazzi si rifugiano in un bosco, ma degli elicotteri sono ancora alla ricerca di Chise; la ragazza, in lacrime, confida che non potrà mai tornare ad essere umana. Mentre Chise è distesa Shuji inizia a sbottonarle la camicetta: con immenso stupore nota, sullo sterno della ragazza, una vistosa e complessa cicatrice causata dagli interventi chirurgici subiti. |                   |                  |
| 3  | In coppia 「ふたりで」 - Futari de – "Da soli, insieme" | 16 luglio 2002    | 1 luglio 2024    |
| 3  | Chise e Shuji tornano sul promontorio; i ragazzi, dopo essersi abbandonati a ipotesi sul loro futuro insieme, progettano di trasferirsi in un luogo dove nessuno li possa riconoscere. Shuji attenderà Chise alla stazione per partire con un treno notturno; mentre la ragazza prepara i bagagli riceve un messaggio sul suo cercapersone: l'esercito le chiede di decollare immediatamente per Osaka. Chise, che vorrebbe andare da Shuji, viene convinta dai soldati accorsi sotto casa a intervenire. Shuji attende Chise tutta la notte; la ragazza si presenta davanti a lui all'alba scusandosi in lacrime. Nei giorni successivi Shuji è più freddo verso Chise; mentre rientrano a casa da scuola la ragazza è costretta a partire per una nuova missione. Shuji, dopo che Chise è partita, si accorge che una donna in bicicletta è caduta a terra; il ragazzo la soccorre è scopre che è Fuyumi, una sua insegnante delle scuole medie con la quale aveva avuto una relazione. Fuyumi è sposata con Tetsu, un commilitone di Chise, ed è spesso sola; dopo che Shuji l'ha riaccompagnata a casa chiede al ragazzo di rimanere un po' con lei. L'evento sembra turbare Shuji, che quando incontra nuovamente Chise inizia a chiedersi cosa provi veramente per lei. |                   |                  |
| 4  | La senpai Fuyumi 「ふゆみ先輩」 - Fuyumi-senpai – "Fuyumi-senpai" | 23 luglio 2002    | 8 luglio 2024    |
| 4  | Shuji e Chise hanno il loro primo appuntamento; la giornata scorre serena ma al tramonto Chise viene raggiunta dai mezzi dell'esercito perché deve partire per una nuova missione. Shuji va a casa di Fuyumi per riprendere il portafogli che aveva perduto mentre l'assisteva dopo la caduta; appena arriva da lei trova la donna in lacrime che gli chiede di trattenersi e dormire al suo fianco. Sotto al futon Fuyumi tenta di sedurre Shuji; la donna si blocca quando vede che il ragazzo scoppia a piangere perché è innamorato di Chise e non riesce a fare niente per proteggerla. Chise intanto è al campo base dell'esercito dopo il suo intervento; la ragazza ha i gradi di comandante, ma tollera che i commilitoni la trattino come una loro pari. Chise riflette sul suo rapporto con Shuji e sul suo ruolo di combattente: per lei è difficile controllare la sua potenza per abbattere gli invasori senza causare danni collaterali e durante l'ultima missione si è lasciata sfuggire molti nemici. Chise sente che il nemico sta per attaccare nuovamente: rendendosi conto che non potrà più essere completamente umana chiede al tenente Tetsu di ucciderla sparandole alla schiena. |                   |                  |
| 5  | Bugiardo 「うそつき」 - Usotsuki – "Bugiardo" | 30 luglio 2002    | 15 luglio 2024   |
| 5  | Tetsu punta il fucile verso Chise, quando la ragazza scoppia a piangere implorandolo di non ucciderla perché ora, con l'amore per Shuji, ha trovato una ragione per vivere; Tetsu la consola spiegandole di essere sposato e che anche lui si trova nella sua stessa condizione. L'indomani a scuola Chise prevede l'arrivo di un terremoto e, scambiandolo per un attacco dei nemici, inizia la sua metamorfosi. L'evento causa danni ingenti a una parte della scuola, e quando le cose sembrano tornare alla calma Chise viene prelevata dai mezzi dell'esercito per una nuova missione. Shuji, che vorrebbe parlare con lei per convincerla a lasciare l'esercito, dà appuntamento alla ragazza per la sera al belvedere. La battaglia vede gravi perdite da parte dell'esercito, Chise non ha combattuto perché si stava preparando per il suo appuntamento. Mentre la ragazza si reca al belvedere i militari la bloccano dicendole che Shuji non è lì; Chise scopre che in quel momento il ragazzo è in compagnia di Fuyumi, ma è sicura che manterrà la promessa di incontrarla. La ragazza trascorre buona parte della notte da sola e poi si addormenta; al mattino si accorge che Shuji la sta abbracciando, ma ha una sola parola per lui: "bugiardo". |                   |                  |
| 6  | Compagni di classe 「クラスメイト」 - Kurasumeito – "Compagni di classe" | 6 agosto 2002     | 22 luglio 2024   |
| 6  | Shuji, una volta con Chise, inizia a spiegare alla ragazza la natura del suo rapporto con Fuyumi: ai tempi delle medie ebbe una relazione con lei, così intensa che i due cedettero alla passione. Chise sente che Shuji è ancora molto turbato per questa storia e, a malincuore, chiede al ragazzo di tornare a essere dei semplici compagni di classe. I due si lasciano e Akemi — che aveva favorito il loro incontro — confida a Chise di non poterla più aiutare ma che deve fare il possibile per tornare insieme a Shuji. Durante una pausa della battaglia Chise scoppia a piangere ripensando ai momenti vissuti insieme a Shuji; nello stesso momento Atsushi, innamorato di Akemi, confida a Shuji di non essere ricambiato, ma che vuole arruolarsi nell'esercito per proteggere la ragazza che ama. Il dialogo tra Atsushi e Shuji viene interrotto da un attacco aereo: mentre i due tentano di mettersi al riparo Shuji vede che Chise è intervenuta abbattendo un aereo nemico. Lungo la strada di casa, sotto una pioggia battente, Shuji incontra Chise: la ragazza si rivolge a lui con distacco, ma Shuji abbraccia Chise e le dà un tenero bacio. |                   |                  |
| 7  | Ciò che voglio proteggere 「守りたいもの」 - Mamoritai mono – "Quello che voglio proteggere" | 13 agosto 2002    | 29 luglio 2024   |
| 7  | L'incontro con Shuji suscita una forte emozione in Chise, che in lacrime gli confida di non riuscire a dimenticarlo; mentre i due parlano Chise si lascia sfuggire dei commenti cinici sulla battaglia che ha appena combattuto. La ragazza comprende che la sua natura di arma letale interferirà sempre nel rapporto con Shuji e, nonostante l'intenzione di lui di tornare insieme, gli chiede nuovamente di rimanere semplici compagni di classe. Nei giorni successivi Chise, che si sente incapace di proteggere le persone che ama, smette di andare a scuola per dedicarsi esclusivamente alla vita militare. Akemi chiede a Shuji se sia stato lui a lasciare Chise; la ragazza, che aveva già parlato con l'amica, si rende conto che la loro relazione è finita perché avevano paura di ferirsi a vicenda. Nel frattempo Atsushi giunge al fronte, mentre i commilitoni lodano Chise, l'arma più potente a loro disposizione. Atsushi si incuriosisce e tenta di chiedere informazioni a Testu che, con aria distratta, si nega a lui. Shuji, intanto, torna all'acquario dove aveva avuto il suo primo appuntamento con Chise: vedendo che gli animali sono in salvo rivolge un pensiero alla ragazza, che nonostante i suoi dubbi è riuscita a proteggere una parte della città che ama. |                   |                  |
| 8  | Stanno tutti cambiando 「みんな変わっていく」 - Minna kawatte iku – "Tutti cambiano" | 20 agosto 2002    | 5 agosto 2024    |
| 8  | La battaglia che si è svolta nei pressi della città fa capire a Shuji che, anche per loro, la guerra si sta avvicinando; il ragazzo si accorge che molti dei suoi compagni hanno smesso di andare a scuola o si sono arruolati e si sente incapace di reagire al cambiamento. Akemi, mentre rientra a casa con Shuji, gli confida che si sente a disagio sapendo che Atsushi vorrebbe uccidere delle persone pur di difenderla; il ragazzo la consola parlandole della crudeltà della guerra, dove entrambe le parti pensano di essere nel giusto a uccidere altre persone. Nel frattempo un gruppo di civili organizza una battuta in montagna per individuare il pilota dell'aereo abbattuto da Chise; Yukari si unisce alla ricerca e, improvvisamente, si trova davanti al nemico. La ragazza vuole vendicare la morte di Tetsu e tenta di sparare; per la foga si è dimenticata di togliere la sicura all'arma e il suo avversario riesce a impugnare la pistola e a puntarla verso di lei. Yukari e il nemico sparano all'unisono: sul pendio innevato rimangono i corpi inerti della ragazza e del pilota immersi in un lago di sangue. Al fronte, intanto, mentre Atsushi rimane sconvolto dalla morte di una ragazza che si era arruolata insieme a lui, Tetsu consola Chise che piange disperatamente pensando a Shuji. Dopo averle dato un bacio i due trascorrono una giornata lontano dagli impegni militari; la sera Chise, sapendo che la città ha ancora solo poche ore di pace, chiede di rimanere insieme a Tetsu: mentre si rilassano guardando la televisione Chise si avvicina a Tetsu e lo bacia. |                   |                  |
| 9  | Akemi 「アケミ」 - Akemi – "Akemi" | 27 agosto 2002    | 12 agosto 2024   |
| 9  | Chise confida a Tetsu di provare un sentimento nuovo, l'amore, che le permette di continuare a combattere e di sentirsi viva ma che le fa temere di ferire le persone a cui vuole bene. Tetsu, che aveva iniziato ad accarezzare Chise, le fa capire che in amore è impossibile evitare di ferire l'altro; dopo questo colloquio Chise torna alla base e ha un malore. Un forte terremoto si abbatte sulla città e Shuji accompagna la madre all'ospedale; rientrando a casa trova Satomi in lacrime che lo supplica di andare immediatamente dalla sorella Akemi. Quando Shuji entra nella camera di Akemi rimane sconvolto: la ragazza ha subito gravissime ferite ed è costretta a letto. Akemi chiede a Shuji di aiutarla a mettersi a sedere e, con uno stratagemma, lo bacia e gli confida che lo ama da sempre e che avrebbe voluto mettersi con lui. La ragazza è sempre più debole e, mentre dice a Shuji di avere paura di morire, crolla esanime tra le sue braccia. La morte di Akemi sconvolge Shuji, che mentre porta a casa la madre nota, sul sedile di una delle altalene del parco giochi che frequentava da bambino con Chise e Akemi, il simbolo degli innamorati con il suo nome e quello di Akemi. Al fronte, intanto, Atsushi rimane sconvolto per la morte di un suo commilitone; Tetsu, ferito gravemente, decide di andare a morire nel suo appartamento pensando a Fuyumi. Il tenente, appena entrato in casa, trova un gruppo di nemici che lo crivellano di colpi; l'evento risveglia Chise che interviene in aiuto di Tetsu, mentre Atsushi vede in lontananza i segni della presenza del comandante, definita dai suoi commilitoni come "lo spirito della morte".                                                                                                 |                   |                  |
| 10 | E poi 「⋯そして」 - … Soshite – "… E poi" | 3 settembre 2002  | 19 agosto 2024   |
| 10 | Chise entra nell'appartamento di Tetsu, dove trova l'uomo agonizzante. Il tenente la scambia per Fuyumi e, mentre sente che sta per morire, le parla chiedendole scusa per averla trascurata. Chise assiste in lacrime alla morte di Tetsu. Mentre Atsushi muore in battaglia, Chise ricompone il cadavere di Tetsu e porta i suoi effetti personali a Fuyumi. Shuji, durante i preparativi per il festival scolastico, incontra il padre di Akemi che lo ringrazia per essere stato vicino alla ragazza in punto di morte. Il festival rischia di andare a monte perché l'esercito ha requisito la scuola per trasformarla in un comando, ma Shuji riesce a convincere i militari ad attendere per dare un'ultima parvenza di normalità alla vita della città. Al termine dei festeggiamenti Shuji si ritira in classe, per ripensare ad Akemi e Atsushi; qui lo raggiunge Fuyumi che, sconvolta per la morte del marito, chiede al ragazzo di fare l'amore con lei. Shuji resiste alle avances di Fuyumi; la donna, che aveva creduto alla promessa del ragazzo di proteggerla al posto di Tetsu, lo schiaffeggia delusa e se ne va. Al mattino Shuji, dopo aver capito che i sentimenti per Fuyumi erano solo una infatuazione giovanile, trova Chise nel giardino della scuola: l'incontro tra i due ragazzi risveglia il loro amore e, mano nella mano, si incamminano per la città. Shuji però sa che Chise non vivrà a lungo: Kawahara — il responsabile della trasformazione di Chise nell'arma finale — gli ha dato le ultime dosi dei farmaci che la ragazza deve prendere quotidianamente e gli ha confidato che ormai la natura di Chise non è più umana. |                   |                  |
| 11 | Il tempo di soli noi due 「２人だけの刻」 - Futari dake no toki – "Tempo solo per noi" | 10 settembre 2002 | 26 agosto 2024   |
| 11 | Shuji e Chise decidono di vivere la loro storia d'amore e lasciano la città dove sono cresciuti. I ragazzi si ambientano subito, trovano dei lavori per sostenersi e vivono insieme in un appartamento. La loro vita scorre tranquilla, ma Chise lotta contro il suo istinto di arma, deve prendere dosi sempre crescenti dei farmaci che le calmano i dolori e le capita di perdere i sensi. Kawahara si presenta al ristorante dove lavora Chise e si stupsce del fatto che la ragazza, che non ha più medicinali a disposizione, non sia ancora morta; l'uomo successivamente incontra Shuji e dice al ragazzo che Chise è destinata a morire. Shuji, dopo aver mostrato a Kawahara gli ultimi farmaci per Chise, dice ucciderà la ragazza con le sue mani quando non sarà più in grado di sopportare il dolore. Nei giorni seguenti Shuji promette a Chise di portarla a un picnic quando sarà riuscito a riparare una motocicletta abbandonata; i suoi propositi vanno in fumo quando la città viene bombardata e la motocicletta viene distrutta. Shuji, disperato, torna a casa da Chise: la ragazza dice di "essersi rotta" e dalla sua schiena spuntano dei tentacoli metallici. Shuji abbraccia Chise, non sapendo che la ragazza sta tentando di ucciderlo; pur in preda a fortissimi dolori si rende conto che Chise prova un dolore indescrivibile e, dopo averle detto che vuole ucciderla per porre fine alle sue sofferenze, inizia a stringerle le mani intorno al collo. |                   |                  |
| 12 | Canzone d'amore 「ラブ・ソング」 - Rabu songu – "Canzone d'amore" | 17 settembre 2002 | 2 settembre 2024 |
| 12 | Il gesto di Shuji rasserena Chise: dopo aver ringraziato il ragazzo per l'amore che le ha dato, torna nella sua forma umana. Chise però è debole e non riesce più a parlare; Shuji la accudisce amorevolmente e, come se fosse in contatto telepatico con lei, riesce a sentire i suoi pensieri sotto forma di una dolce canzone d'amore. I farmaci di Chise terminano; durante la notte la ragazza ha una nuova metamorfosi, e mentre un gran numero di tentacoli metallici le escono dal petto rivive i momenti in cui si è dichiarata a Shuji. Il ragazzo è commosso e, dopo aver detto a Chise di amarla sin da quando le ha chiesto di uscire con lui, vede che la ragazza torna alla normalità. Chise è debolissima e Shuji, incapace di tenere fede alla sua promessa, consegna la ragazza all'esercito per salvarle la vita. Dopo aver letto il diario di Chise Shuji rientra in città: la ragazza gli ha chiesto di andare al belvedere e vuole accontentare la sua richiesta. Una volta sul luogo dove Chise e Shuji si dettero il primo bacio il ragazzo trova la cartella di Chise, contenente i diari dove aveva appuntato tutti i momenti in cui era stata insieme a lui e i sentimenti contrastanti dell'amore e del dover essere impegnata in guerra. Mentre Shuji legge si accorge che con lui c'è Chise, ma la ragazza non lo riconosce: si tratta di una nuova versione dell'arma finale, che ha solo vaghi ricordi della vita della ragazza precedente. Chise si commuove vedendo Shuji e, lentamente, riesce a ricordare il passato con il ragazzo e di quanto lo amasse, al punto di volere un figlio da lui; i due ragazzi trascorrono dei momenti romantici trasportati dall'amore che sembra rinascere, mentre Chise riscopre la voglia di vivere come un essere umano. |                   |                  |
| 13 | E poi, noi due ci ameremo 「そして、僕たちは恋していく」 - Soshite, boku-tachi wa koishite iku – "E poi, noi continueremo ad amare" | 24 settembre 2002 | 9 settembre 2024 |
| 13 | Shuji e Chise, al culmine della passione, si abbandonano alle gioie del sesso e trascorrono tutta la notte insieme sul belvedere. Al mattino Chise, che ha scoperto cosa vuol dire amare una persona fino in fondo, confida a Shuji una tragica realtà: il mondo fuori dalla loro città è stato distrutto dagli attacchi dell'invasore e il nemico sta preparando l'ultima offensiva; la città, comunque, non sopravviverebbe a un violentissimo terremoto che sta per colpirla e per i suoi abitanti rimangono ancora pochi istanti di vita. Chise sta per partire per combattere, quando Shuji le dice che, come tutti, non vuole morire e che la attenderà al rientro dalla missione. Chise, in lacrime, inizia l'ultima battaglia: lo scontro è violentissimo e Shuji capisce che il compito della ragazza è quasi proibitivo. Shuji sente un urlo disperato di Chise e, poco dopo, vede avvicinarsi un imponente tsunami; mentre il ragazzo pensa ai suoi genitori viene sommerso dall'acqua. Dopo un po' di tempo Shuji riprende conoscenza: intorno a lui sul belvedere c'è un ambiente completamente desolato, immerso in un alone bianco. Davanti ai suoi occhi si materializza una macchia bianca che entra in contatto con lui: è lo spirito di Chise, morta nella battaglia. La ragazza si scusa con lui per non essere riuscita a proteggerlo, ma ha esaudito il suo desiderio di non morire ed è felice perché ha trovato il modo di essere sempre vicina a lui. Shuji capisce di essere rimasto l'unico essere vivente al mondo, e sa che grazie all'amore di Chise riuscirà a trascorrere serenamente la sua vita. |                   |                  |